# 雷神洞摩崖造像
雷神洞摩崖造像位於四川省南充市閬中市，文物遺址年代判定為唐。2012年7月16日公佈為第八批四川省文物保護單位。
雷神洞摩崖造像位於四川省南充市閬中市文成鎮雲台村。在寬35米，高7.5米的崖壁間開鑿有摩崖造像3龕，大小像共計45尊，龕內人物佈局合理、比例協調，不同身份人物衣紋線條流暢，形象生動、神態各異，花草樹木等裝飾生動逼真，具有很高的藝術價值。雖無確鑿紀年，但從金形制、裝飾、造像風格、人物位置安排等方面考證，具有典型的唐代造像特徵，是研究四川地區唐代佛教造像的重要實物資料。第三次全國文物普查新發現。